# علامة رومانا

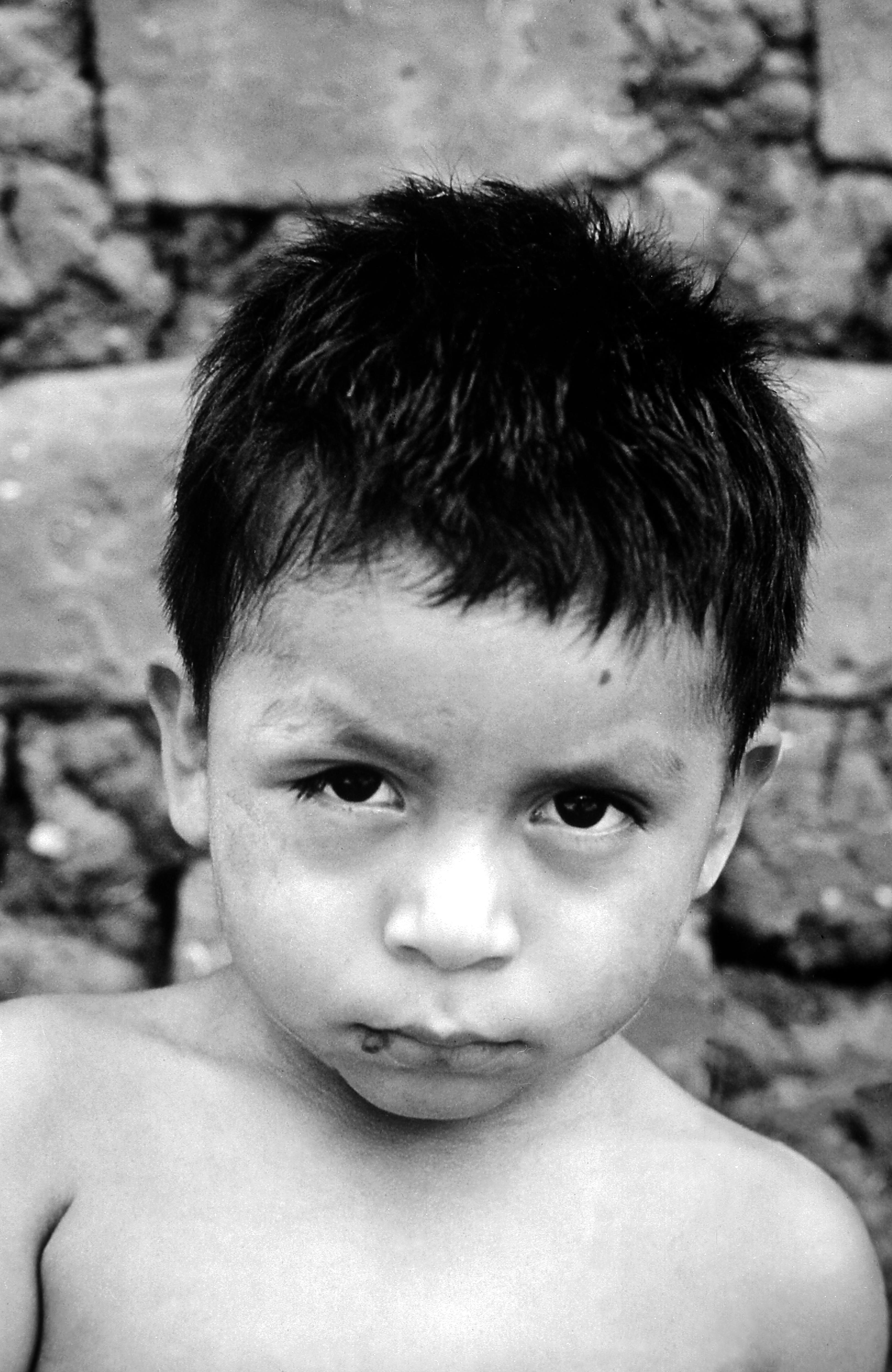

علامة رومانا أو علامة رومان (بالإنجليزية: Romana's sign)‏ هو مُصطلح طِبي يُستخدم لِوصف التَورم أحادي الجانب غير المؤلم لمنطقة سمحاق المحجر والتي ترتبط عادةً مع المرحلة الحادة من داء شاغاس، ويجب التمييز بينها وبين الشاغوما.

## المظهر
تَحدث هذه العلامة بعد أسبوع إلى أسبوعين من حُدوث العدوى، وتحدث نتيجةً لتورم المُلتحمة بعد التلوث ببراز الناقلات، حيثُ يحتوي هذا البراز على المثقبية الكروزية، وعلى الرغم من أنَّ هذه العلامة خاصة بداء شاغاس إلى أنَّ بعض المرضى ممن يعانون من الشَكل الحاد للمرض لا تظهر لديهم.
عندما يَكون الشَخص لديه علامة رومانا، فإنهُ يوجد لديه التهاب في العقيدات تحت الجلدية أو استسقاء جفني أُحادي الجانب لا مُقيح، بالإضافة إلى وجود التهاب في الملتحمة وَتضخم العقد اللمفية بنفس الجهة.

## التسمية
تَمت تسمية هذه العلامة نسبةً إلى الباحث الأرجنتيني سيسيليو رومانا، الذي يُعتبر أول من وصف هذه الظاهرة.